# Abbaye de Michelfeld (Haut-Palatinat)
 (juin 2025).
L’abbaye de Michelfeld est une ancienne abbaye bénédictine à Auerbach in der Oberpfalz, dans le Land de Bavière et l'archidiocèse de Bamberg.

## Histoire
L'abbaye est fondée le 6 mai 1119 par l'évêque Othon de Bamberg. L'évêque veut contrer les prétentions éventuelles du comte palatin  Othon II de Wittelsbach qui, après l'extinction de la maison de Pettendorf-Lengenfeld-Hopfenohe, en tant que gendre du dernier Pettendorf, pourrait prendre possession d'une grande partie de cet héritage. Les premiers moines bénédictins viennent de l'abbaye de Michelsberg (de), près de Bamberg. Au début, Michelfeld est un monastère double, car les religieuses ont également un petit cloître à quelques centaines de mètres à Pferdrach. Le site de l'abbaye devient une paroisse en 1121 lorsque l'évêque Othon fait don de l'église Saint-Léoard à Michelfeld, aujourd'hui l'église du cimetière, à l'abbaye. L'évêque revendique la gestion des biens monastiques et le droit de nommer l'abbé, ce que le pape Calixte II confirme par un document daté du 3 avril 1123. En 1134, Othon se nomme abbé de Michelfeld. En 1145, les abbés ont le droit de porter des gants et des Sandales épiscopales en signe de dignité. Le pape Innocent IV leur accorde aussi le droit des infules (de) en 1247. Le marché de Michelfeld est déplacé à Auerbach en 1144, où le monastère exerce une juridiction inférieure. La conséquence est un développement économique considérable, en 1332 le monastère peut prêter 600 livres au diocèse de Bamberg. Tous les privilèges sont confirmés à l'abbaye par le roi Venceslas en 1385.
Un grand incendie en 1378 cause de gros dégâts. Dans la guerre entre la Bavière et la Bohême (1400-1401), entre le roi Robert du Saint-Empire et le roi de Bohême Venceslas, la bataille décisive a lieu ici, qui abîme l'abbaye ainsi qu'Auerbach. Sous l'abbé Theoderich, les moines doivent errer avec des lettres de mendicité et demander l'aumône.
L'abbaye subit d'autres dommages lors des croisades contre les hussites. Dès 1420, le monastère est incendié ou du moins gravement endommagé. Au cours de la campagne d'hiver des Hussites du 9 février 1430, ils campent le long de la Pegnitz et dévastent également le monastère avec d'importantes pertes au sein de la bibliothèque monastique, même s'il est convenu que 12 000 florins doivent être payés aux armées hussites pour épargner les domaines de l'abbaye. En conséquence, il n'est plus possible d'assurer la subsistance de tous les moines et certains doivent être hébergés dans des abbayes voisines. L'abbé Heinrich III von Truppach (de) remet l'administration à deux administrateurs monastiques et la plupart des moines vont au prieuré de Zell am Main. Le prieur Iban Eckard trouve refuge aussi dans l'abbaye de Weißenohe et y devient abbé. Malgré cette situation tendue, le 1er août 1436, l'aîné de l'abbé, Walther Sweistorffer, mène l'élection de l'abbé, dont la charge revient à Hartung Pfersfelder. Le 5 novembre 1436, l'évêque Anton von Rotenhan, commissaire député du concile de Bâle, confirme l'élection. La réforme de Kastl (de) est introduite dans le monastère sous l'abbé Pfersfelder. Sous lui, un nouveau polyptyque est créé, dont l'exécution est préservée à partir du 6 octobre 1439. Il indique également que, sous l'abbé Theoderich, le burgrave Jean III de Nuremberg, qui avait amené le vogt sur Michelfeld, avait attaqué l'abbaye et l'avait volée. Grâce aux réformes engagées, Michelfeld peut être à nouveau relancée économiquement et les fortifications restaurées. L'abbé Pfersfelder est chargé en 1450 de la gestion de l'abbaye de Michelsberg à Bamberg et en 1452 de l'abbaye Saint-Emmeran. Après son départ, les efforts de réforme stagnent à Michelberg. Pendant son séjour, la maison de Wittelsbach est approchée, le comte palatin Jean de Neumarkt fait un don à l'abbaye pour le transfert du bois de guerre à Auerbach le 25 juin 1441. Son fils Christophe confirme tous les privilèges en 1444. Dans un document royal du 19 octobre 1465, l'empereur Frédéric III confirme au comte palatin Otto II de Palatinat-Mosbach que Michelfeld appartient au territoire du Haut-Palatinat. Le conflit entre le diocèse de Bamberg et le comte palatin se poursuit au-delà de la première dissolution de l'abbaye.
Au cours de l'introduction de la Réforme protestante par Othon-Henri du Palatinat, l'abbaye de Michelfeld sous l'abbé Friedrich von Aufseß est dissoute en 1556. Malgré l'interdiction d'accepter de nouveaux membres, la vie monastique peut être maintenue avec quatre bénédictins vivant toujours dans l'abbaye. Après la mort du dernier abbé le 3 mars 1558, l'administration du Palatinat reprend Michelfeld. L'unité administrative reste. En 1669, cela permet à l'électeur Ferdinand-Marie de restaurer plus facilement l'abbaye et de le remettre à l'ordre bénédictin. L'abbé d'Oberaltaich est nommé administrateur et vient à Michelfeld avec quatre moines pour reconstruire le couvent. Le 29 juillet 1669, les bénédictins sont réintégrés dans tous leurs droits antérieurs et en 1695, l'abbaye retrouve son indépendance.
En raison de l'agitation de la guerre de Trente Ans et de l'iconoclasme calviniste, l'église abbatiale et la clôture religieuse sont gravement abîmés. L'ordre décide de reconstruire. Les bâtiments et l'église abbatiale sont reconstruits entre 1680 et 1700 selon les plans de Johann et Wolfgang Dientzenhofer (de). L'église est une église à colonnes sur un plan rectangulaire. La salle du chœur est fermée par une voûte en bois comme un dôme de Bohème.
L'abbaye est placée sous administration électorale le 13 mars 1802 et ferme définitivement en 1803 au moment de la sécularisation. Le dernier abbé du monastère est Maximilian Prechtl (de). L'église abbatiale, richement meublée dans le style baroque par les frères Asam au début du XVIIIe siècle, devient une église paroissiale.
En 1884, le prêtre Johann Evangelist Wagner acquiert l'abbaye. Depuis 1885, elle abrite un établissement de la Fondation Regens-Wagner (de) qui s'occupe des personnes handicapées mentales et physiques.

## Mobilier
L'église est meublée sous l'abbé Wolfgang Rinsweger (1707-1721). Rinsweger était auparavant à l'abbaye de Tegernsee. Ses armoiries et ses initiales sont sur la galerie d'orgue. Il commandé aux frères Cosmas Damian et Egid Quirin Asam les travaux de peinture et de stuc. Cosmas Damian Asam peint l'adoration des bergers sur la galerie d'orgue, la souffrance du Christ sur la fresque du plafond central et la résurrection de Jésus. La Pentecôte est représentée sur la fresque au-dessus du maître-autel, symbolisée par une colombe et les sept dons du Saint-Esprit. Le maître-autel est conçu par les frères Asam avec des "colonnes Bernini" sinueuses. Le retable montre Jésus au milieu de ses disciples lors de la Cène ; à gauche, Marie-Madeleine. Selon la tradition, les personnes au premier plan sont les frères Asam et leur sœur Maria Salome et Giovanni Battista Carlone. Les six chapelles latérales sont dédiées à Benoît de Nursie et à sa sœur Scholastique, à la Vierge du Rosaire, à la Notre-Dame des Douleurs ainsi qu'à Othon de Bamberg et Jean Népomucène. Les peintures des autels latéraux sont créées par Otto (de) et Johann Gebhard (de). Les figures des quatorze saints auxiliateurs répartis sur les autels sont d'Egid Quirin Asam. Le frère laïc Anton Denzler crée la chaire, la brochure d'orgue et les stalles du chœur au-dessus de la sacristie au premier étage.